# John Cotton
El reverendo John Cotton (4 de diciembre de 1585-23 de diciembre de 1652) fue uno de los principales ministros de la puritana Nueva Inglaterra, entre los que se encontraban John Winthrop, Thomas Hooker, Increase Mather (que se convertiría en su yerno), John Davenport y Thomas Shepard. Fue también el abuelo de Cotton Mather.
Nacido en Inglaterra, fue educado en la Derby Grammar School, que en la actualidad es el Derby Heritage Centre y estudió en la Universidad de Cambridge, donde también trabajó como conferenciante principal; más adelante se hizo ministro en la ciudad inglesa de Boston, antes de que su puritanismo y sus críticas a la jerarquía dirigiesen contra él la atención hostil de las autoridades de la Iglesia de Inglaterra. En 1633, William Laud fue nombrado Arzobispo de Canterbury, y como otras numerosas figuras puritanas no conformistas, Cotton pasó a ser escrutado con severidad. El mismo año, Cotton, su familia y unos cuantos seguidores locales se embarcaron hacia la colonia de la bahía de Massachusetts.
El movimiento congregacional Brownist que dentro de la Iglesia de Inglaterra tenía cierta autonomía, se convirtió en una iglesia separada. Debido a sus iniciales perspectivas acerca de la primacía del gobierno congregacional, tuvo un papel de gran importancia en las aspiraciones puritanas de hacer de Boston un punto importante para ayudar en la reforma de la iglesia de Inglaterra. 
Cotton es muy conocido entre otras cosas por su inicial defensa de Anne Hutchinson ya desde sus primeros viajes durante la crisis antinomia, durante la que ella le mencionó con respeto, aunque con el paso del tiempo él se opuso a ella. También es recordado por su papel en el destierro del teólogo Roger Williams reclamando el papel de la democracia y de la separación de la iglesia y el estado en la sociedad teonómica puritana. Cotton se fue haciendo cada vez más conservador en sus visiones a lo largo de los años pero siempre retuvo la estimación de su comunidad.
El legado literario de Cotton incluye su correspondencia, un catecismo, numerosos sermones y el código legal teonómico titulado An Abstract of the laws of New England as they are now established. Este código legal provee las bases para el sistema legal del clérigo John Davenport para la colonia de New Haven, y fue uno de los textos utilizados para redactar el The Body of Liberties de Massachusetts.